# 何昌言
何昌言（1067年—1126年），字忠孺，江西臨江人。宋朝紹聖四年（1097年）狀元，任承事郎，簽書武臨軍節度判官。晉奉議郎、秘書省校書郎、工部侍郎。宋徽宗登基後，遭陷被貶至朝請郎及建昌軍仁都觀提舉。憤懣鬱積而卒。